# Bhaskara 2
Bhaskara 2 foi um satélite artificial da Índia lançado no dia 20 de novembro de 1981 por um foguete russo Kosmos-3M a partir de Kapustin Yar.

## Características
O Bhaskara 2, chamado assim em homenagem aos matemáticos indianos Bhaskara I e Bhaskara II, foi dedicado à observação dos recursos terrestres e em particular às áreas de hidrologia, a silvicultura e a geologia através de um sistema de câmaras de televisão de duas bandas. Estudou também os oceanos com um radiômetro de micro-ondas de duas frequências (Samira, pelas siglas em inglês).
Como objetivos secundários, o Bhaskara 2 levava a bordo experimentos relacionados com sistemas de processamento e gestão de dados e para a coleta limitada de dados meteorológicos de estações remotas.
O satélite tinha a forma de poliedro de 26 faces, com uma altura de 1,66 metro e um diâmetro de 1,55 metro. Depois de cumprir sua missão foi desligado em março de 1981 e reentrou na atmosfera terrestre no dia 30 de novembro de 1991.